# Jakub Giża
Jakub Giża (Bielawa, 26 aprile 1985) è un ex pesista polacco.

## Palmarès
| Anno | Manifestazione    | Sede       | Evento         | Risultato | Misura  | Note                          |
| ---- | ----------------- | ---------- | -------------- | --------- | ------- | ----------------------------- |
| 2004 | Mondiali juniores | Grosseto   | Getto del peso | Argento   | 20,05 m | Miglior prestazione personale |
| 2005 | Europei under 23  | Erfurt     | Getto del peso | 7º        | 18,68 m |                               |
| 2007 | Europei under 23  | Debrecen   | Getto del peso | Oro       | 19,87 m |                               |
| 2010 | Europei           | Barcellona | Getto del peso | 9º        | 19,73 m |                               |